# عابدة سلطان (ابنة أحمد الأول)
عابدة سلطان Abide Sultan هي ابنة السلطان أحمد خان الأول من السلالة العثمانية
ولدت عابدة السلطان عام 1617م في إسطنبول بعد أشهر قليلة من وفاة والدها السلطان أحمد خان الأول. تزوجت عابدة سلطان بالوزير موسى باشا عام 1642. توفي موسى باشا بعد خمس سنوات من زواجه. بعد وفاة زوجتها، لم تتزوج عابدة مرة أخرى. توفيت عابدة سلطان في إسطنبول سنة 1649م.